# Merulanella peltata
Merulanella peltata är en kräftdjursart som först beskrevs av Gustav Budde-Lund 1904.  Merulanella peltata ingår i släktet Merulanella och familjen Armadillidae. Inga underarter finns listade i Catalogue of Life.